# George Stetson
Pour les articles homonymes, voir Stetson (homonymie).
George Washington Stetson (12 septembre 1815 - 9 octobre 1879) est un pasteur chrétien adventiste, un étudiant appliqué de la Bible et un écrivain pour divers périodiques religieux.

## Biographie
George Washington Stetson, fils de Reuben et Lois (Smedley) Stetson, est né à Champlain dans l'État de New-York. Il s'associe à Henry Grew et George Storrs au début de son ministère, et plus tard à Jonas Wendell et Charles Taze Russell. Il n'est pas seulement pasteur, mais aussi instituteur et médecin. En tant que membre de l'Église adventiste du septième jour, lui et Wendell travaillent ensemble dans plusieurs églises à travers la Pennsylvanie et l'Ohio au début des années 1870. Ils écrivent également pour le magazine de George Storrs, The Herald of Life and the Coming Kingdom, et pour d'autres magazines tels que The World's Crisis.
Il épouse Mary Porter (décédée en 1855) de Pittsburgh, en Pennsylvanie, avec qui il a deux enfants : Mary Catherine Stetson (née le 8 février 1847 à Pittsburgh) et Charles Porter Stetson (né le 25 avril 1849 à Cleveland, Ohio). Il épouse plus tard Anna Elizabeth Barlow (née le 15 avril 1834 à Winchester, Virginie ; décédée à l'âge de 94 ans) avec qui il a un fils, George Washington Stetson (né le 16 septembre 1861 à Cleveland, Ohio).

Pendant dix mois en 1872, Stetson est pasteur de l'église de Pittsburgh où il rencontre le jeune Charles Taze Russell. Il est pasteur de l'église chrétienne adventiste d'Edinboro, en Pennsylvanie, pendant six ans jusqu'à sa mort en 1879. Sa dernière demande est que le pasteur Russell prononce son sermon funéraire, auquel plus de mille deux cents personnes assistent. Il a été enterré à Edinboro. Sa nécrologie publiée dans le numéro de novembre 1879 de Zion's Watch Tower déclarait : 

« La mort a terrasé notre frère. Il est décédé chez lui, à Edinboro, en Pennsylvanie, le 9 octobre 1879. Bien qu'il ne s'agisse pas d'un événement tout à fait inattendu, puisqu'il était gravement malade depuis un certain temps, sa mort est un coup dur pour ses nombreux amis à l'étranger comme dans son pays. Il était aimé et estimé par ses concitoyens de toutes confessions ainsi que par la congrégation dont il était pasteur. »